# Station Veenenburg
Veenenburg was een station aan de Spoorlijn Amsterdam - Rotterdam in Hillegom. Het station lag aan het einde van de Frederikslaan, direct op de grens met Lisse, zodat het destijds voor beide plaatsen gebruikt werd. Het werd gebouwd op het grondgebied van het landgoed Veenenburg en ontleende daaraan zijn naam. Het station werd zowel voor personenvervoer als voor goederenvervoer voor de opkomende bloembollencultuur gebruikt. Hiervoor waren extra goederensporen aangelegd.
Het station opende op 2 juni 1842 en was toen het eindpunt van de eerste verlenging van de Oude Lijn tussen Haarlem en Leiden. Op 17 augustus 1842 werd de spoorbaan van Veenenburg naar Leiden geopend. Het station lag ongunstig in duingebied tussen Hillegom en Lisse en voor beide dorpen ver buiten de dorpskern. De reden dat het station juist op deze plaats werd geopend was, omdat landeigenaar Leembruggen bij de verkoop van zijn land voor de aanleg van de spoorbaan had bedongen dat op zijn grondgebied een station zou worden opgericht, zodat zijn kinderen voor hun studie eenvoudig naar Leiden konden reizen . Bovendien mochten hier niet minder treinen stoppen dan op enig ander tussenstation op deze lijn. 
Ondanks de verre afstand tot de dorpskernen werd het station wel gebruikt. Nadat in 1866 de spoorlijn was verdubbeld, waarbij breedspoor was vervangen door normaalspoor, werd een groot stationsgebouw gebouwd met daarnaast een koffiehuis. In 1888 werd nog een nieuwe goederenloods gebouwd. Echter ontstond er in deze jaren steeds meer verzet tegen de afgelegen locatie en de HIJSM wilde liever nieuwe stations elders in Hillegom en Lisse. Na vragen in de Tweede Kamer en een rechtszaak kon station Veenenburg op 1 oktober 1896 uiteindelijk gesloten worden. Ter vervanging werden de nabijgelegen haltes Hillegommerbeek en Lisse tot station verheven.
Het stationsgebouw werd in 1903 afgebroken. Anno 2019 staat op de locatie van voormalig station Veenenburg nog steeds een wachterswoning en ligt er een overweg.

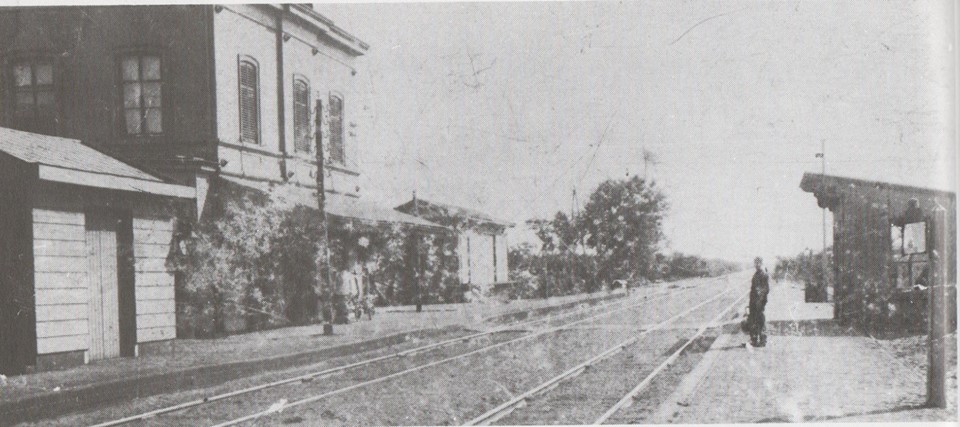
Spoorzijde van Station Veenenburg